# Mairie de Kemi
La Mairie de Kemi (finnois : Kemi kaupungintalo) est un bâtiment situé à Kemi en Finlande.

## Histoire
La première mairie de Kemi est construite en 1896.
Le bâtiment est appelé la maison des salles de lecture (lukuhuoneentalo) car il abrite aussi la bibliothèque municipale et l’école primaire.
De 1905 à 1930, le bâtiment sert au Lycée de Kemi (fi).
Quand l’école primaire obtient ses propres locaux, le bâtiment est rénove en immeuble de bureaux.
mais il est détruit par un incendie le 13 février 1931
La ville a besoin de bureaux, d'un château d'eau et un réseau d'adduction d'eau.
La conception d'un bâtiment mixte est confiée à Bertel Strömmer, l'architecte de la ville de Tampere.
Les plans de Strömmer sont acceptés en mai 1939 et la construction commence pour se terminer l'été 1940.
Le bâtiment a 13 étages dont les quatre étages supérieurs contiennent un réservoir de 500 m3.
En 1944, pendant la guerre de Laponie les troupes allemandes tentent de faire sauter le bâtiment.
Ils n'y parviendront pas car le réservoir a été vidé à leur insu.
En 1963, un concours d’architectes est organisé pour l'extension de la mairie. 
Des projets sont présentés par Aarne Ervi, Risto-Veikko Luukkonen et Heikki Siren. 
Aarne Ervi remporte le concours avec son projet Kemi en développement (Kehittyvä Kemi).
Les travaux débutent en février 1965 et se terminent en février 1969.
La nouvelle partie accueille trois réservoirs de 500 m3.

## Galerie

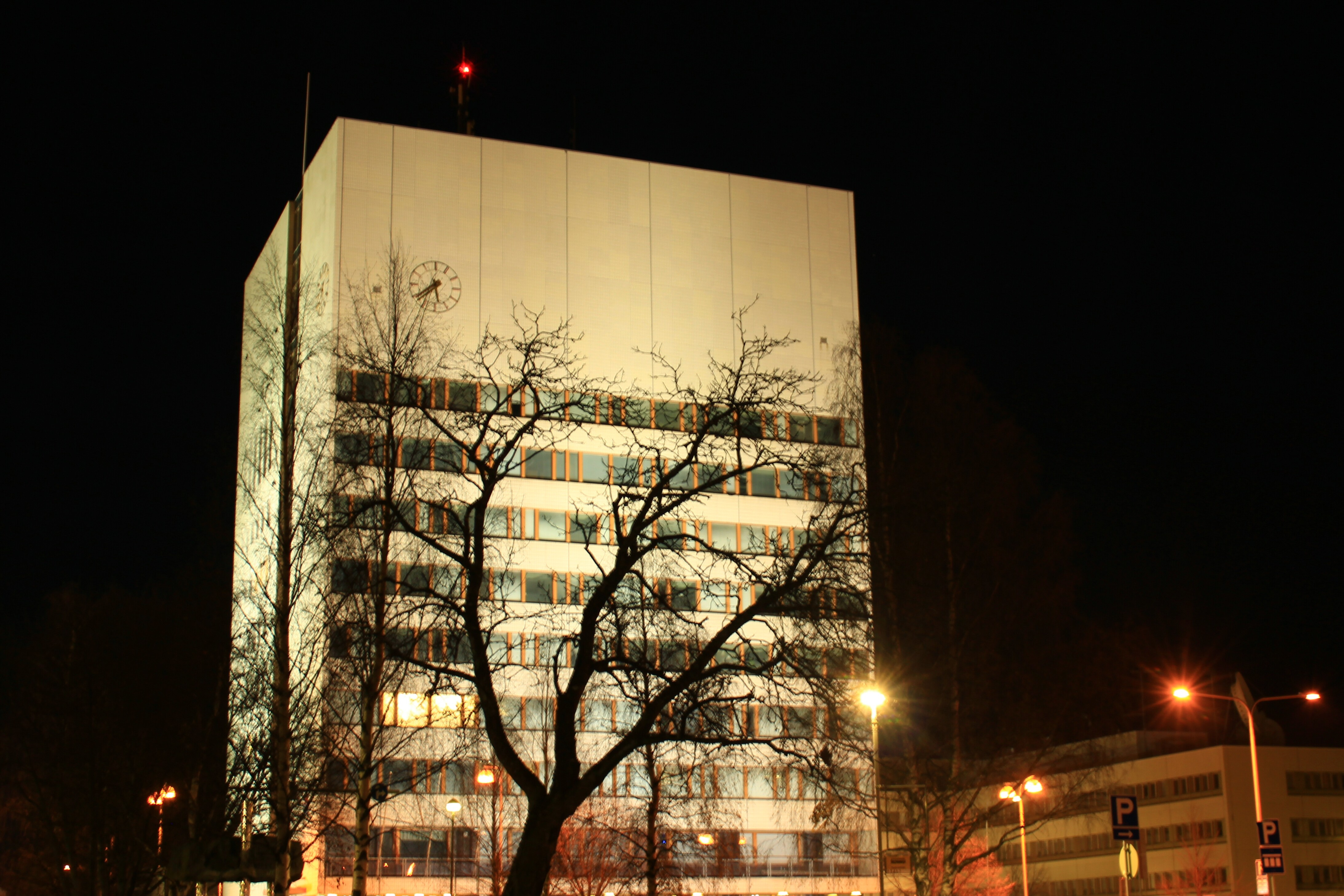
La mairie en automne.
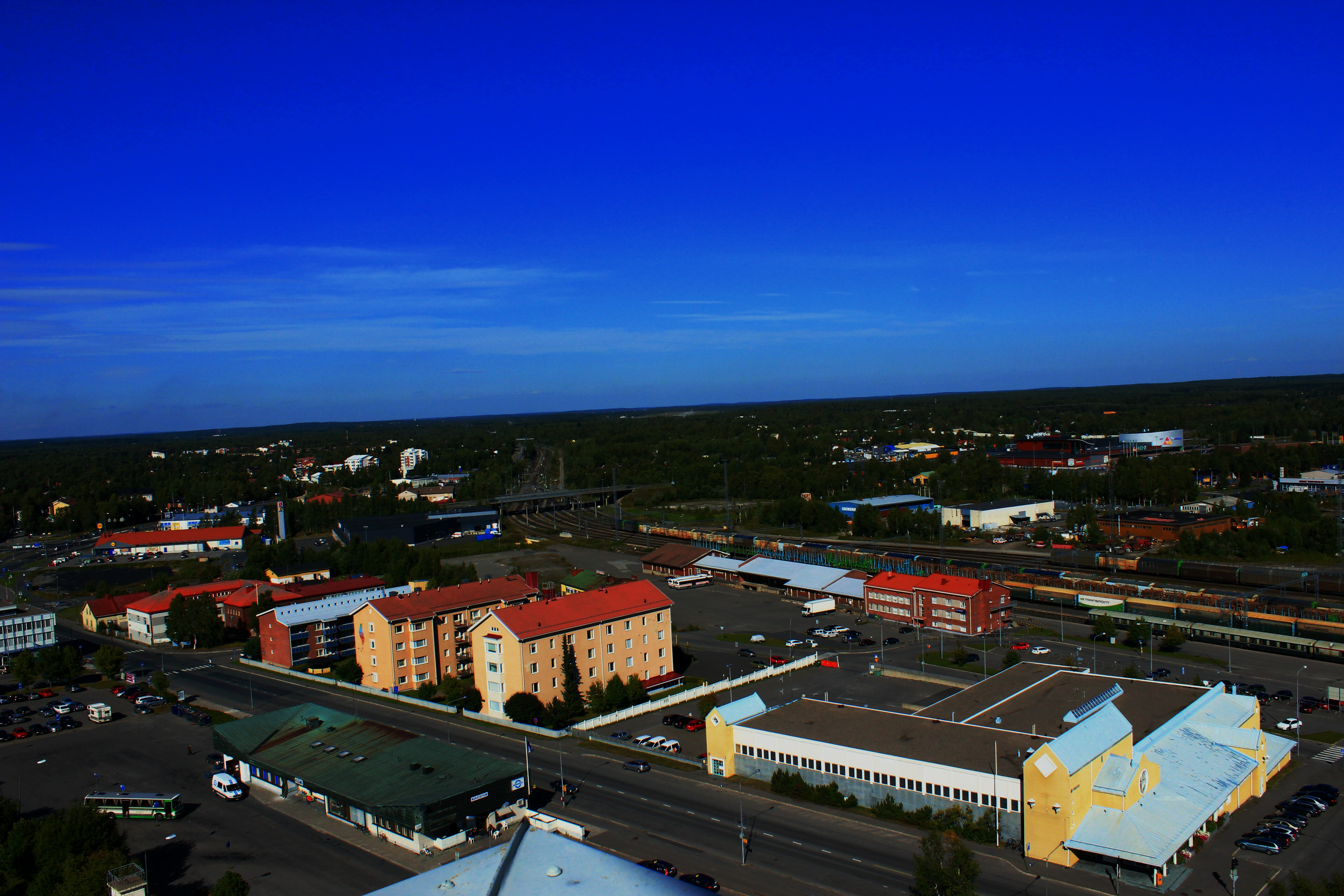
Vue du sommet de l'édifice.
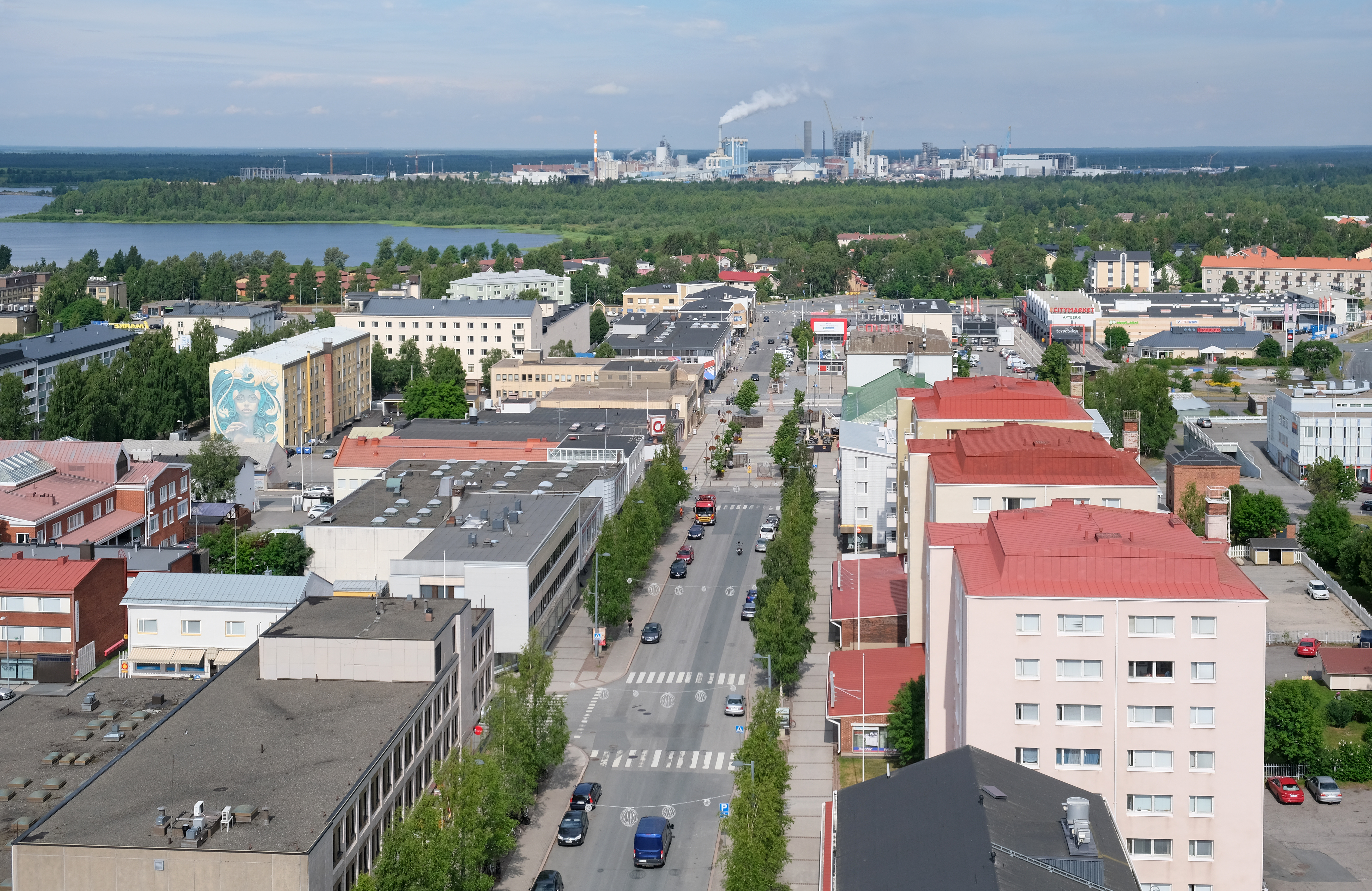
Vue du sommet de l'édifice.
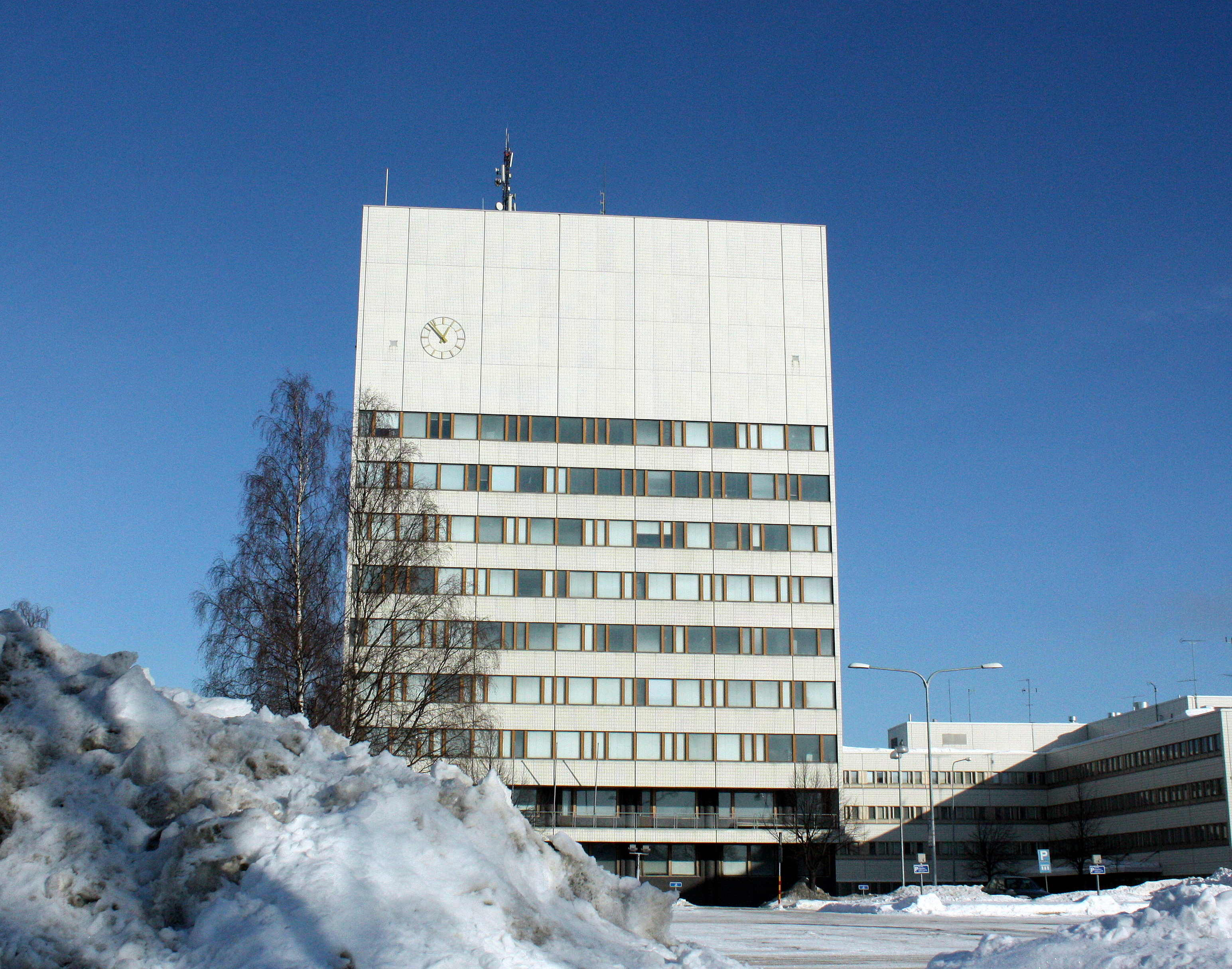
La mairie.

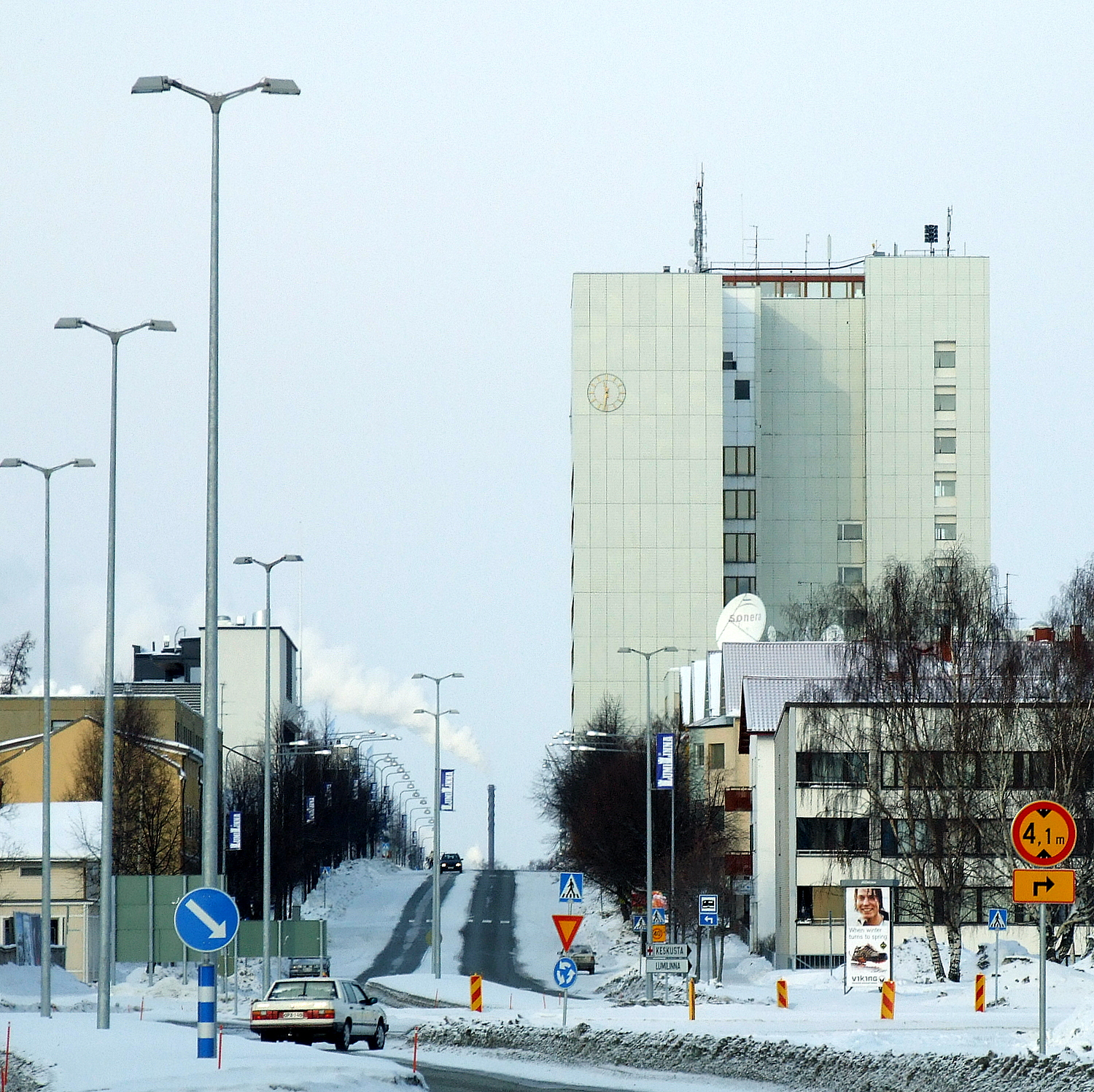
La mairie vue de la rue valtakatu.
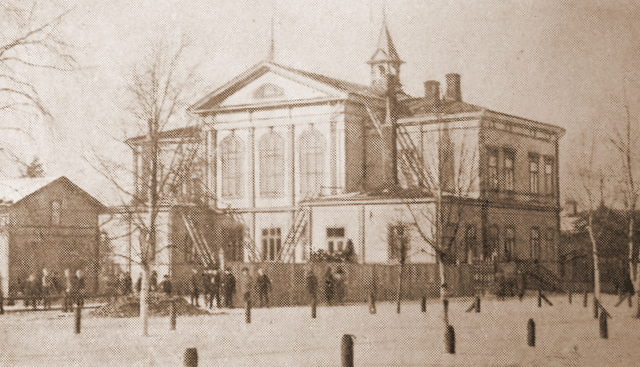
L’ancienne mairie.
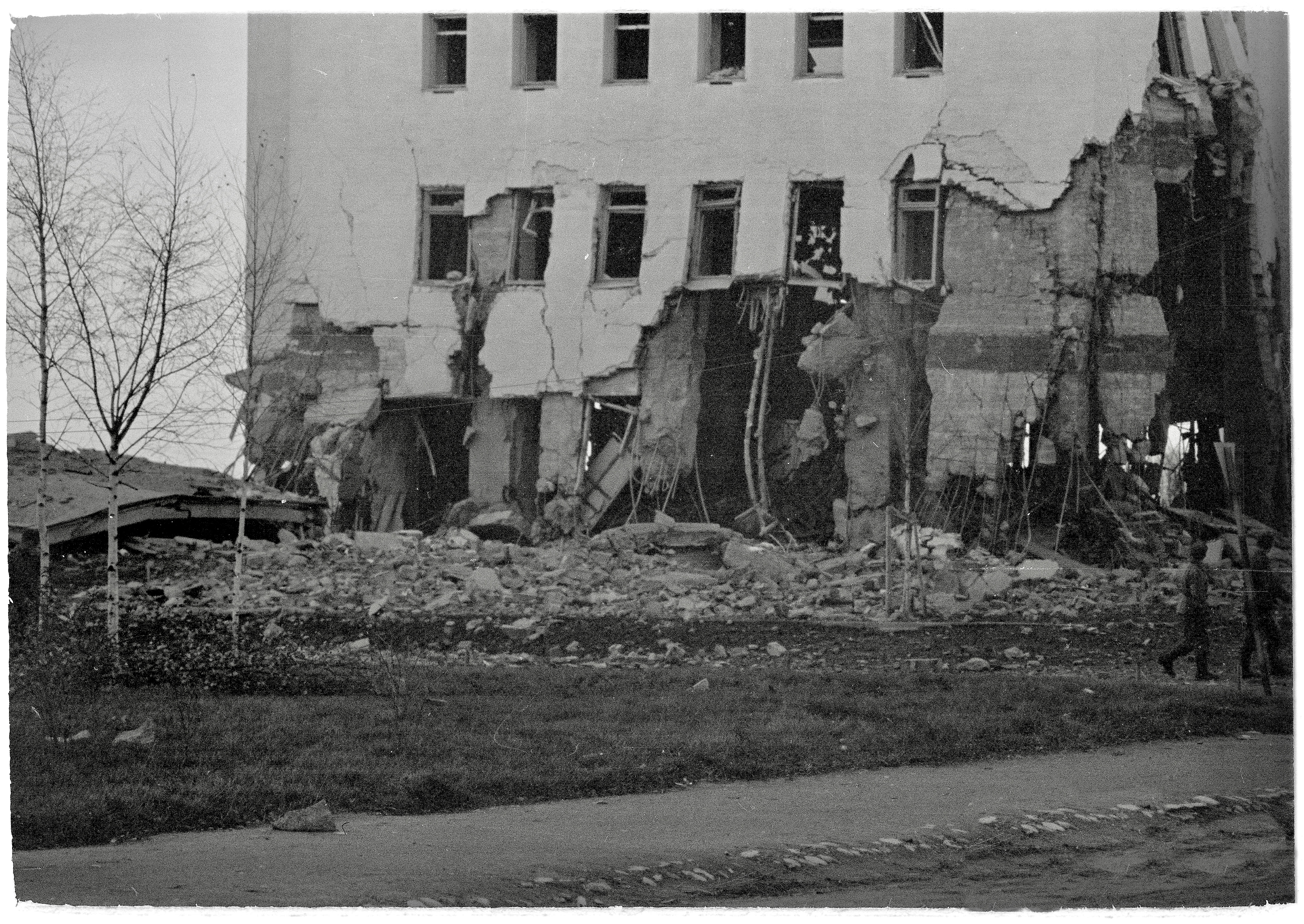
La mairie après la tentative de destruction à l'explosif.